# ちょくマガ
ちょくマガ（ちょくまが／チョクマガ）は、角川マガジンズが過去に運営していた有料ＷＥＢ＆メールマガジン。2013年7月1日にオープン。

## 主な著者
- 青山裕企「写真のスキマ」
- 岩井志麻子「オンナのウラガワ～名器大作戦～」
- OLIVIA「OLIVIA先生の秘密講座 誰も教えてくれなかった、飽きない！セックス」→「OLIVIAの袋とじ塾　女を虜にするやみつきセックス講座」
- 関西ウォーカー編集部「生 関西ウォーカー」
- みうらじゅん「オレ、そんなこと言ったっけ？」
- ヤバ研「博士＠研究室」
- 雪舟えま&ジュテーム★マミィ「エリーゼたちのために」
- 星名美津紀「星名美津紀のいっしょにつくろ♪」→「「秘密」」
- 竹熊健太郎「電脳たけくまメモ」
- 関根眞一「関根眞一のクレーム対応術」
- 須永辰緒「須永辰緒のサラリーマンDJ講座」
- 坂上忍「「本質論」。」
- ほしのゆみ「人のダイエット見て、我がダイエット直せ」
- 藤村忠寿&西田二郎「藤やん＆二郎ちゃんのテレビマンここだけの話」
- SU（RIP SLYME）「RIP SLYME　SUの無意識的愛され術」
- 仲里園子&山口蝶子（シャリマ・ドゥ・ラ・テフテフ）「シャリマ・ドゥ・ラ・テフテフのEverydayローフード＆グリーンスムージーレシピ」
- すずきあきら「そろそろライトノベルでも書いてみようか、と思っているあなたへ、いくつかのtips」
- 白鳥JAY子」「白鳥JAY子の棚ボタ移民」
- 中野剛志「無双！中野学校」
- 杉本有美「杉本有美のSeven Colors]
- 中谷一馬「未来想創」
- Tehu「スーパーIT高校生Tehuのオトナへの提言」
- 武井咲「月刊ザテレビジョンPresents　武井咲のえみの素。PLUS」
- SUPER☆GiRLS「週刊スパガ　CROSS☆TALK」
- 小島慶子「小島慶子のぐれ問答」
- 桃井はるこ「しえすたREM」
- 今井紀明「今だから言えること。」
- 蓮村誠「Dr.蓮村のアーユルヴェーダ完全講座」
- 村山富市「「今、話しておきたいこと」」
- 中野和也「SIGMACLUB on Mail Magazine」
- 木村拓人「馬三郎・木村拓人　競馬のミカタ」
- イヴルルド遙華「魔女修行スクール」
- 想田和弘「想田和弘の観察道場」
- 栗山求「POGで勝つための2歳馬〈血統〉診断　2014→2015」
- さばのゆ（店主：須田泰成、松尾貴史無責任編集）「週缶！さばのゆマガジン」
- 佐藤文香「さとうあやかのはいくサプリ」
- 志田未来「20歳写真集「ありがとう」のつづき」
- つぶやきシロー「あるあるつぶやき論」
- TOKYO PANDA「週刊パンダ新聞」
- 原幹恵「原幹恵のEveryday,with you!」
- マダム ミハエル「こじラヴ解決ゼミナール」
- TAKAKO「TAKAKO's LOVE & BEAUTY」
- 富野由悠季「トミノ流のトミノ」
- 原尻淳一「ビジネスマンのためのマーケティング＆ブランディングゼミナール」
- ビリー諸川「ELVIS みんなのエルヴィス」
- 吉村智樹「吉村智樹の街めぐり 人めぐり」
- 友里征耶「友里征耶の　世直し！"黒"グルメ案内」
- 山本益博「マスヒロがこっそり教える 美味しいとっておき」